# Myszołów królewski
Myszołów królewski (Buteo regalis) – gatunek dużego ptaka z rodziny jastrzębiowatych (Accipitridae), zamieszkujący Amerykę Północną. Nie jest zagrożony wyginięciem.
SystematykaDawniej bywał umieszczany wraz z myszołowem włochatym (B. lagopus) w nieuznawanych obecnie rodzajach Triorchis lub Archibuteo. Nie wyróżnia się podgatunków.

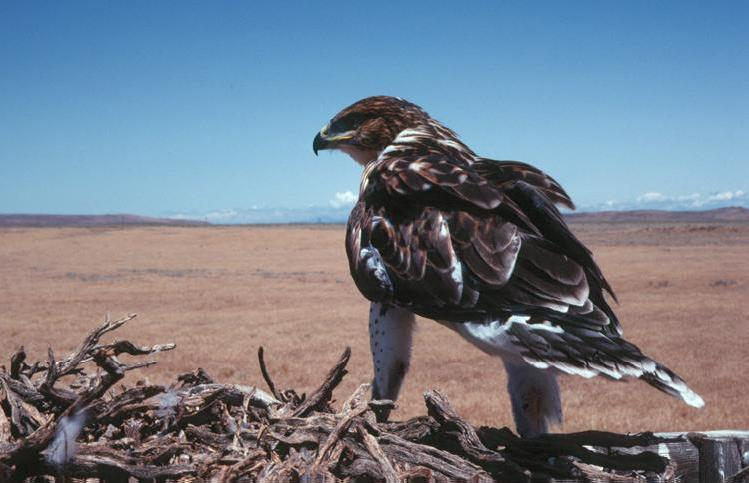
Przedstawiciel odmiany ciemnej na gnieździe

Wygląd
Długość ciała 56–69 cm, rozpiętość skrzydeł 133–142 cm; masa ciała 977–2074 g.
Znane są 2 odmiany barwne:
- Odmiana jasna: Wierzch ciała jasnobrązowy, głowa jasna, spód ciała biały, z rdzawymi prążkami na bokach. Spód skrzydeł biały, na nadgarstku ciemne, wąskie, kasztanowate plamy w kształcie półksiężyca. Skok opierzony do palców, z gęstymi, kasztanowatymi prążkami, ogon biały, przy końcu rdzawy.
- Odmiana melanistyczna (2–5% wszystkich myszołowów górskich): Tułów brązowy, ogon jasny.

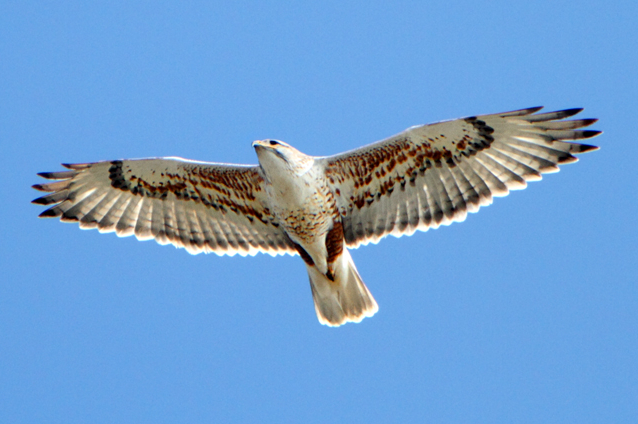
Myszołów królewski w locie

Zasięg, środowiskoSuche oraz otwarte prerie od południowo-środkowej Kanady po zachodnio-środkowe USA i północny Teksas. Zimuje na południe od zasięgu letniego, na południu osiągając północny Meksyk. W okresie zimowym często spotykany na zaoranych polach i innych terenach rolniczych.
RozródGniazduje w bardzo różnych miejscach, w tym na klifach, niskich wychodniach skalnych, stertach ziemi, izolowanych drzewach, stogach siana, słupach energetycznych, budynkach, wiatrakach i innych konstrukcjach wykonanych przez człowieka. Gniazdo to duża platforma z patyków, wyłożona trawą i kawałkami kory lub wysuszonymi odchodami krowimi. W zniesieniu 2–6 jaj, zwykle 3–5. Wysiadują oboje rodzice, a okres inkubacji wynosi 36 dni. Młode są w pełni opierzone po 6–8 tygodniach.
PożywienieŻywi się przede wszystkim zającami, ale też gryzoniami (np. gofferowatymi, szczuroskoczkami, świstakami, myszakami itp.) czy ptakami wróblowymi.
StatusMiędzynarodowa Unia Ochrony Przyrody (IUCN) od 2008 roku uznaje myszołowa królewskiego za gatunek najmniejszej troski (LC – least concern); wcześniej, w 2004 roku otrzymał on status „bliski zagrożenia” (NT – near threatened). Trend liczebności populacji uznaje się za wzrostowy.